# 民府路
民府路是中華人民共和國上海市杨浦区一條東西走向道路，道路西起政青路，東至國和路。全长468米，宽10米。道路於中華民国21年（1932年）规划命名為民府路。中華民国22年（1933年）正式修建。